# André-Dominique-Jean-Baptiste de Castellane
Pour les articles homonymes, voir Castellane (homonymie).
Pour les autres membres de la famille, voir Famille de Castellane.
 (décembre 2023).
Si vous disposez d'ouvrages ou d'articles de référence ou si vous connaissez des sites web de qualité traitant du thème abordé ici, merci de compléter l'article en donnant les références utiles à sa vérifiabilité et en les liant à la section « Notes et références ».
André-Jean-Baptiste-Dominique de Castellane (né à Poitiers le 3 décembre 1700, mort le 8 septembre 1751) est un ecclésiastique, qui fut évêque de Glandèves de 1747 à 1751.

## Biographie
Antoine-Jean-Baptiste-Dominique est le fils de Jean-François, marquis de Castellane, et de Madeleine de Gruel de Villebois, et le neveu de Joseph-Pierre de Castellane, évêque de Fréjus. Il fait ses études au séminaire Saint-Sulpice puis devient vicaire général de l'archidiocèse d'Auch. 
Nommé évêque de Glandèves en 1747, il est confirmé le 4 mars 1748 et consacré juillet suivant. Il meurt subitement après un peu plus de trois années d'épiscopat le 8 septembre 1751.